# Boxholm (Gemeinde)
Koordinaten: 58° 12′ N, 15° 3′ O

Boxholm ist eine Gemeinde (schwedisch kommun) in der schwedischen Provinz Östergötlands und der historischen Provinz Östergötland. Der Hauptort der Gemeinde ist Boxholm.

## Geographie
Der See Sommen, der vom Fluss Svartån durchflossen wird, liegt ungefähr zur Hälfte auf dem Gebiet der Gemeinde.

## Orte
- Boxholm
- Malexander
- Strålsnäs

## Verkehr
In Boxholm gibt es einen Haltepunkt der Södra stambanan.

## Gemeindepartnerschaften
Boxholm ist seit 1974 mit der Stadt Quickborn in Schleswig-Holstein verpartnert.